# Aeroportul Grand Geneva Resort
Aeroportul Grand Geneva Resort (IATA: XES, FAA LID: C02) este un aeroport din Comitatul Walworth, Wisconsin, Wisconsin, Statele Unite ale Americii ce deservește zona Lake Geneva⁠(d).
Situat la o altitudine de 255 m, aeroportul dispune de 1 pistă.

## Infrastructură

### Piste
Aeroportul dispune de o singură pistă. Pista 05/23 are suprafața de asfalt și dimensiunile 3.830 picioare × 75 picioare. 